# Jean-Antoine Galtié
Jean Antoine Galtié est un homme politique français né le 8 juillet 1743 à Villefranche-de-Rouergue (Aveyron) et mort le 19 mars 1808 dans la même ville.
Homme de loi à Caylus, il est député du Lot au Conseil des Anciens le 23 germinal an V (12 avril 1797). Il en sort en l'an VII, le 26 décembre 1799, et devient par la suite commissaire près le tribunal civil de Villefranche-de-Rouergue.

## Sources
- « Jean-Antoine Galtié », dans Adolphe Robert et Gaston Cougny, Dictionnaire des parlementaires français, Edgar Bourloton, 1889-1891 [détail de l’édition]